# Czatkobatrachus
Czatkobatrachus polonicus
Genre
Espèce
Czatkobatrachus est un genre fossile d'amphibiens salientiens du Trias précoce (Olénékien). Ce genre est monotypique et son espèce type est Czatkobatrachus polonicus.

## Publication
Czatkobatrachus a été décrit pour la première fois en 1998 sur la base de fossiles trouvés dans la carrière de Czatkowice en Pologne. C'est, avec Triadobatrachus, l'un des deux plus anciens lissamphibiens connus. Plus précisément, il est membre de la branche Salientia ; il est en lien, mais aussi distinct des anoures, le taxon qui comprend toutes les grenouilles existantes. Il n'est connu qu'à partir du début du Trias en Pologne. 

## Description
Sa colonne vertébrale peut avoir été courte comme chez d'autres salientiens, mais ce point reste à éclaircir. Cet amphibien avait une queue courte et un ilium allongé.

### Articles
- (en) Susan E. Evans et Magdalena Borsuk-Białynicka, « A stem-group frog from the Early Triassic of Poland », Acta Paleontologica Polonica, vol. 43,‎ 1998, p. 573-580 (lire en ligne [PDF]).
- (en) Susan E. Evans et Magdalena Borsuk-Białynicka, « The Early Triassic Stem-Frog Czatkobatrachus from Poland », Acta Paleontologica Polonica, vol. 65,‎ 2009, p. 79-105 (lire en ligne [PDF]).